# Roque Dalton
 Der er for få eller ingen kildehenvisninger i denne artikel, hvilket er et problem. Du kan hjælpe ved at angive troværdige kilder til de påstande, som fremføres i artiklen.

Roque Dalton (14. maj 1935 i San Salvador  –  10. maj 1975) var en poet, forfatter og journalist, som kom fra El Salvador, han havde en amerikansk far og hans mor kom  fra El Salvador. 
Dalton blev medlem af et kommunistisk parti i 1957, og arresteret og senere udvist. Han blev medlem af ERP, men blev likvideret af medlemmer fra denne organisation da de mistænke Dalton for forræderi.